# Tres sombreros de copa
Tres sombreros de copa (lit. ‘Tres barret de copa’) és una obra teatral de Miguel Mihura que pertany al teatre de l'absurd. Narra les aventures de Dionisio abans del seu casament amb una jove de l'alta burgesia dins un hotel esbojarrat on coneix Paula, una ballarina que li obre una nova perspectiva de vida i de la qual s'acaba enamorant.
Tota l'obra és una paròdia de les convencions socials, amb tipus perfectament retratats i diàlegs delirants plens d'humor. Els secundaris aporten els tocs més còmics. Destaca el paper de l'amo de l'hotel i la parella de la Paula, en Buby.
| «               | L'inversemblant, el desorbitat, l'incongruent, l'absurd, l'arbitrari, la guerra al lloc comú i al tòpic, el conformisme, estaven presents en la meva primera obra | » |
| — Miguel Mihura | |   |

## Autor
Miguel Mihura (Madrid, 21 de juliol de 1905 – 28 d'octubre de 1977) fou un escriptor i periodista espanyol, considerat el precursor del teatre de l'absurd a Espanya. La seva obra artística va consistir en revistes d'humor, guions de cinema i autor d'obres teatrals. Va ser en aquest últim camp on Mihura va desenvolupar dues línies teatrals: per una banda, la renovació del riure (temàtica existencial de fons i ús de l'absurd) i el teatre més comercial. De Miguel Mihura també se'n desprèn la seva teoria dramàtica: «Jo faig teatre per menjar», i també per «ocultar el meu pessimisme, la meva menalcolia». La seva obra va marcar una fita de la història del teatre espanyol contemporani.

## Resum de l'obra per actes
Tres sombreros de copa és una obra teatral formada per tres actes.

### Primer acte
Aquest primer acte succeeix en una habitació d'un hotel d'una capital costanera de províncies. L'obra comença amb un diàleg entre el senyor Rosario, el propietari de l'hotel, i en Dionisio, el protagonista. Comencem a conèixer aspectes personals i íntims dels dos personatges. Sabem de Dionisio que fa set anys que s'hostatja cada estiu durant un mes en aquest hotel de segona per estar a prop de la seva primera i única xicota. A més, sabem que ha decidit passar la seva última nit de solter en aquest lloc. En Dionisio truca a la seva promesa que es diu Margarita quan encara no són ni les onze de la nit i en Rosario s'acomiada d'ell fins l'endemà quan el vingui a despertar. En Dionisio s'ha comprat dos sombreros pel seu casament i el seu futur sogre li ha regalat un altre, però cap d'ells li queda bé. Més tard i per sorpresa entra a la seva habitació una noia, és la Paula, una ballarina que dissimula que està discutint amb el seu xicot, en Buby. La Paula ha arribat aquesta mateixa tarda a l'hotel amb la seva companyia de ball: el Ballet de Buby Barton, perquè demà tenen un debut en el nou Music Hall. Buby s'interposa entre la conversa del protagonista i la ballarina. En Dionisio li ha fet creure a la Paula que ell és un malabarista de sombreros i que els seus pares eren artistes. El telèfon sona però el protagonista no el vol agafar, dissimula que juga amb l'auricular com si fos un nen petit i el penja. Entra a l'habitació la Fanny, una altra ballarina, i la Paula i després en Buby se'n van. Es queden sols la Fanny i en Dionisio. Torna a sonar el telèfon i aquest cop en Dionisio l'agafa i dissimula que un pobre li demana pa. Després, entren a l'habitació unes altres ballarines: la Trudy, la Carmela i la Sagra que marxen al cap de poc. Don Rosario decideix entrar a l'habitació d'en Dionisio per tocar-li una cançó perquè pugui dormir amb el seu cornetí. Durant aquesta estona també ha entrat a l'habitació altres personatges: la Fanny, l'odiós Senyor i Madame Olga. Torna a sonar el telèfon i quan en Dionisio es disposa a agafar-lo entra la Paula i el convida a una festa a l'habitació del davant. El telèfon continua sonant.

### Segon acte
Aquest acte dura dues hores. Se celebra la festa a l'habitació de la Paula. En Dionisio i la Paula ballen junts i no se separen. Anem coneixent altres personatges que ballen i parlen: l'ancià militar, el caçador astut, ... També descobrim els motius pels quals la Paula va entrar a l'habitació d'en Dionisio: necessiten diners perquè no són bons ballarins i en Buby obliga a les noies a entrar a les habitacions dels senyors clients per enganyar-los i obtenir diners. Una de les ballarines, la Fanny, ha tingut més sort i s'ha escapat amb l'ancià militar. La Paula s'ha enamorat d'en Dionisio, i en Buby l'avisa que els senyors s'enamoren d'elles però es casen amb altres senyoretes; tot i això, la Paula creu que en Dionisio és diferent. Són quasi les sis de la matinada. La Paula es declara a en Dionisio i en Buby s'enfada, li dona un cop i ella cau a terra. En Dionisio no sap què fer i, en aquest mateix moment, torna a sonar el telèfon i l'agafa. És la Margarita que li diu que el seu pare ha anat a l'hotel. Truquen a la porta i en Dionisio amaga la Paula que està inconscient darrere del llit.

### Tercer acte
El senyor Sacramento, pare de la Margarita, entra a la seva habitació per demanar-li per quina raó no ha agafat el telèfon i per dir-li que la seva filla està molt trista i que el seu tarannà ha de canviar després del seu enllaç. El senyor Sacramento marxa a les 06.40h. La Paula ha sentit la conversa i s'assabenta que en Dionisio es casa d'aquí a uns moments. Ell li declara el seu amor i li proposa d'escapar-se junts, d'anar-se'n a Londres però ara ella ha canviat de semblant, no vol i l'ajuda a vestir-se per la cerimònia. El senyor Rosario entra a l'habitació, tal com li havia dit en el primer acte. Ells dos no es poden acomiadar i finalment, quan en Dionisio se'n va, la Paula llença els tres sombreros a l'aire.

## Personatges

### Personatges principals
Com a personatges principals es troben Dionisio, Paula i Buby. Dionisio és presentat a l'obra com un funcionari cursi, tímid, sense voluntat, aferrat als convencionalismes socials. Només aspira a un matrimoni també convencional: «tots els senyors es casen als vint-i-set anys» [todos los señores se casan a los veintisiete años]. Només amb l'entrada de Paula a la seva habitació Dionisio evoluciona vertiginosament fins a trobar dins seu, no sense deixar de tenir por, un veritable bohemi, amb frases com «Jo mai he estat tan feliç!» [¡Yo nunca he sido tan feliz!] o «Unes hores només tot m'ho han canviat» [Unas horas solamente todo me lo han cambiado]. Vol trencar amb la vida que li estava destinada, però no té forces per fer-ho i cau en la desil·lusió d'acceptar que ha estat vençut per la ignorància de tants anys, víctima d'una educació burgesa i timorata. Així, l'evolució de Dionisio és circular, ja que torna a adoptar la mateixa actitud amb què comença l'obra, acceptant assistir al seu casament amb la filla de Don Sacramento.
Pel que fa a la Paula és una noia rossa, d'aproximadament 18 anys (tot i que mai diu la seva edat exacta, és més, ni ella mateixa sap la seva pròpia edat), que es presenta a Dionisio com a ballarina del ballet de Buby Barton. És una noia senzilla, alegre i sincera. Aparentment ingènua, tracta de transformar el seu món amb la seva fantasia i imaginació per escapar de Buby i del que aquest representa de servitud i vexació —ha d'aguantar la seva brutalitat i acceptar relacions amb odiosos senyors. Així i tot, ella sap que això és impossible i accepta deixar les coses igual que al principi. L'autor que ella únicament se salva de tot el ridícul que l'envolta. Paula simbolitza la llibertat, els somnis, la poesia... És l'antítesi de Buby Barton i de totes les virtuoses senyoretes que aquesta representa.
En el segon acte, després de l'escena de Paula amb l'Odioso Señor i la intervenció de Buby, entra Dionisio i es fixa en la Paula. Tots dos mantenen un diàleg senzill i ingenu cercant amistat i comprensió:
| « | (català) —Cal que siguem bons amics […] Em trobava tan sola — Demà sortirem a passejar. Anirem a la platja […] al costat del mar... Tots dos sols! | (castellà) — Es preciso que seamos buenos amigos […] Me encontraba tan sola — Mañana saldremos de paseo. Iremos a la playa […] junto al mar... ¡Los dos solos! | » |

Aquest moment de lirisme queda interromput quan Paula es refereix a «demà». Dionisio perd l'alegria però nega el seu festeig i de seguida es permet seguir somiant amb Paula moments feliços a la platja i al mar: «Ens trobarem a baix i anirem de seguida al port i llogarem una barca... Ja veuràs! Quina gran dia, demà!» [Nos citaremos abajo y nos iremos enseguida al puerto y alquilaremos una barca... ¡Ya verás! ¡Qué gran día mañana!]. Aquest moment es veu alterat de nou per l'aparició dels altres personatges. Dionisio rebutja la invitació d'aquests per anar a veure l'alba. La Paula també decideix no anar-hi i els dos es queden sols a l'habitació. Aquest és el moment més sentimental entre tots dos, que acaba quan Buby colpeja a la Paula quan està besant Dionisio.
Al final, després de l'aparició de Don Sacramento, Paula s'adona que Dionisio es casarà. Entre ells hi ha un diàleg en el qual Dionisio expressa a la Paula el seu desig de no casar-se, ja que ha descobert que hi ha dones que «en parlar no els batega el cor, però els bateguen els llavis en un constant somriure...» [al hablar no les palpita el corazón, pero les palpitan los labios en un constante sonreír...] Tanmateix, aquesta escena culmina amb l'acceptació d'ambdós personatges que els seus camins són oposats, no poden canviar els seus destins. La Paula, plena de tendresa, ajuda a Dionisio a vestir-se de nuvi, i li va parlant dolçament perquè Dionisio dugui a terme sense remordiment la decisió que ha pres des del principi: casar-se amb Margarita.
Quant a en Buby, finalment, dirigeix el ballet, Music Hall, i representa un pont entre els dos mons exposats en l'obra. D'una banda, és un tòpic del món del teatre i l'opereta, del món del bohemi. Però, per altra banda, també té característiques del món convencional i burgès, per exemple, amb la importància que li dona als diners o com explota les noies de la seva ballet.

### Personatges secundaris
Com a personatges secundaris de l'obra, destaquen Fanny, Madame Olga, Sagra, Trudy i Carmela, que són les artistes d'un local anomenat Music Hall, el contrapunt del món burgès, però alhora estan al seu servei. Representen el món subterrani d'una prostitució enganyosa. L'autor presenta aquests personatges com divertits, alegres i superficials.
En aquesta classificació, també es troba Don Rosario, l'amo de l'hotel on s'allotja Dionisio, i que és un home molt afectuós i que mima els seus clients. Finalment, cal fer esment als personatges designats per antonomàsia, com ara els figurants, que no parlen però serveixen per crear el clima festiu, i els cavallers de la festa, que són anomenats per les seves qualitats.

## Estructura
Miguel Mihura recorre per a la composició d'aquesta obra a les tres unitats clàssiques: d'espai, de temps i d'acció, provinents d'Aristòtil i consagrades per la poètica neoclàssica. Tot transcorre en una habitació d'un hotel de segon ordre d'una ciutat de províncies (unitat d'espai), durant una nit (unitat de temps), i al voltant d'una mateixa anècdota (unitat d'acció): l'amor entre Dionisio i Paula, i el descobriment, per part de Dionisio, durant la vigília del seu casament, d'un món alegre i autèntic al que renunciarà per integrar-se en un sistema que en el fons detesta. Aquest plantejament del temps i la utilització de l'espai són fonamentals per al desenvolupament de la intriga. Seguint també el model clàssic, els tres actes de l'obra corresponen al model tradicional de plantejament, nus i desenllaç.
L'autor també aconsegueix que l'obra mantingui una unitat i una estructura cíclica a través de l'ús de diversos elements dramàtics recurrents. A l'inici de l'acte, Don Rosario mostra l'habitació a Dionisio, el qual, després de la irrupció de Paula i Buby, serà qui presentarà l'estança a Don Rosario. D'altra banda, l'obra comença amb l'entrada en escena de Dionisio i Don Rosario, els mateixos que sortiran de l'escenari en acabar l'obra. En tercer punt, Dionisio i Don Sacramento faran sonar el carrau regalat per l'Odioso Señor a la Paula durant diversos moments, tot i que sempre s'acabarà espatllant. Finalment, destaca la reaparició al llarg de diversos actes d'objectes com el telèfon o els conills de sota el llit.

## Història
L'obra va ser escrita el 1932, però per la seva època el seu humor resultava revolucionari i no va poder ser estrenada. Es va publicar el 1947 en un gran èxit editorial que es va convertir en model de noves obres. Finalment, el 24 de novembre de 1952 va ser estrenada per la companyia de teatre universitari Teatro Español Universitario en una única sessió, dirigida per Gustavo Pérez Puig al Teatro Español (Madrid). El públic, compost en gran part per gent jove i entesa, la va acollir amb gran entusiasme, i al cap de poc es va estrenar en règim comercial, encara que el públic habitual dels teatres tampoc la va entendre, i es va retirar de cartell després d'haver realitzat 48 representacions. A partir d'aquesta experiència, Mihura va decidir fer un altre tipus de teatre més assequible al públic del seu temps, en la línia de l'anomenat «teatre comercial». El mateix autor va dir que aquesta obra li va arribar a caure «antipàtica», a causa de les moltes dificultats per estrenar-la.
Des de la seva primer publicació el 1947, són nombroses les edicions i reedicions que s'han realitzat, sent en l'actualitat una de les obres més editades i més venudes de la història del teatre espanyol.
Entre les seves represtancions destaquen:
- Teatre (1952). Estrena, Teatro Español Universitario, Madrid. Direcció: Gustavo Pérez Puig. Actors: Gloria Delgado, José María Prada, Agustín González, Juanjo Menéndez, Fernando Guillén.
- Teatre (1952). Estrena comercial, Teatro Beatriz de Madrid. Actors: Luis Prendes, María Luisa Romero, Agustín González, José María Prada.
- Televisió (16 de novembre de 1966), al programa Estudio 1 de Televisió Espanyola. Actors: Agustín González, Tota Alba, Amparo Baró, Jesús Puente, Laly Soldevila.
- Teatre (1969), Teatro María Guerrero, Madrid. Direcció: José Luis Alonso Mañés. Actors: Alfonso del Real, Rafael Arcos, Lola Cardona, Julia Trujillo, Félix Navarro, Ana María Ventura.
- Televisió (6 de novembre de 1969), al programa Teatro de siempre de Televisió Espanyola. Actors: Manuel Galiana, María José Alfonso
- Televisió (20 d'abril de 1978), al programa Estudio 1 de Televisió Espanyola. Actors: Guillermo Marín, José María Prada, María José Goyanes, Mara Goyanes, Antonio Iranzo, José Bódalo, Florinda Chico, Luis Varela.
- Teatre (1983), Teatro María Guerrero, Madrid. Direcció: José Luis Alonso. Actors: Alfonso del Real, Manuel Galiana, Verónica Forqué, Julia Trujillo, Félix Dafauce.

## Temàtica
El tema central de l'obra és la felicitat impossible entre la parella de protagonistes de l'obra, Dionisio i Paula, els quals busquen la felicitat a través d'una unió impossible, degut a les diferents concepcions de la vida que tenen. Aquest tema té una forta base autobiogràfica, ja que el mateix Mihura va viure la dicotomia entre un matrimoni convencional i una relació amb una dona artista, camí que va acabar triant a diferència del seu protagonista.
Com a temes secundaris, destaquen l'avorriment i la monotonia de la vida, l'amor com a causant d'infelicitat, l'enfrontament entre dos concepcions de la vida (el món burgès i el món de l'espectacle) i la tensió entre l'individu i la societat (Dionisio i Paula no se senten còmodes amb el seu món i se senten atrets per l'oposat).

## Simbologia

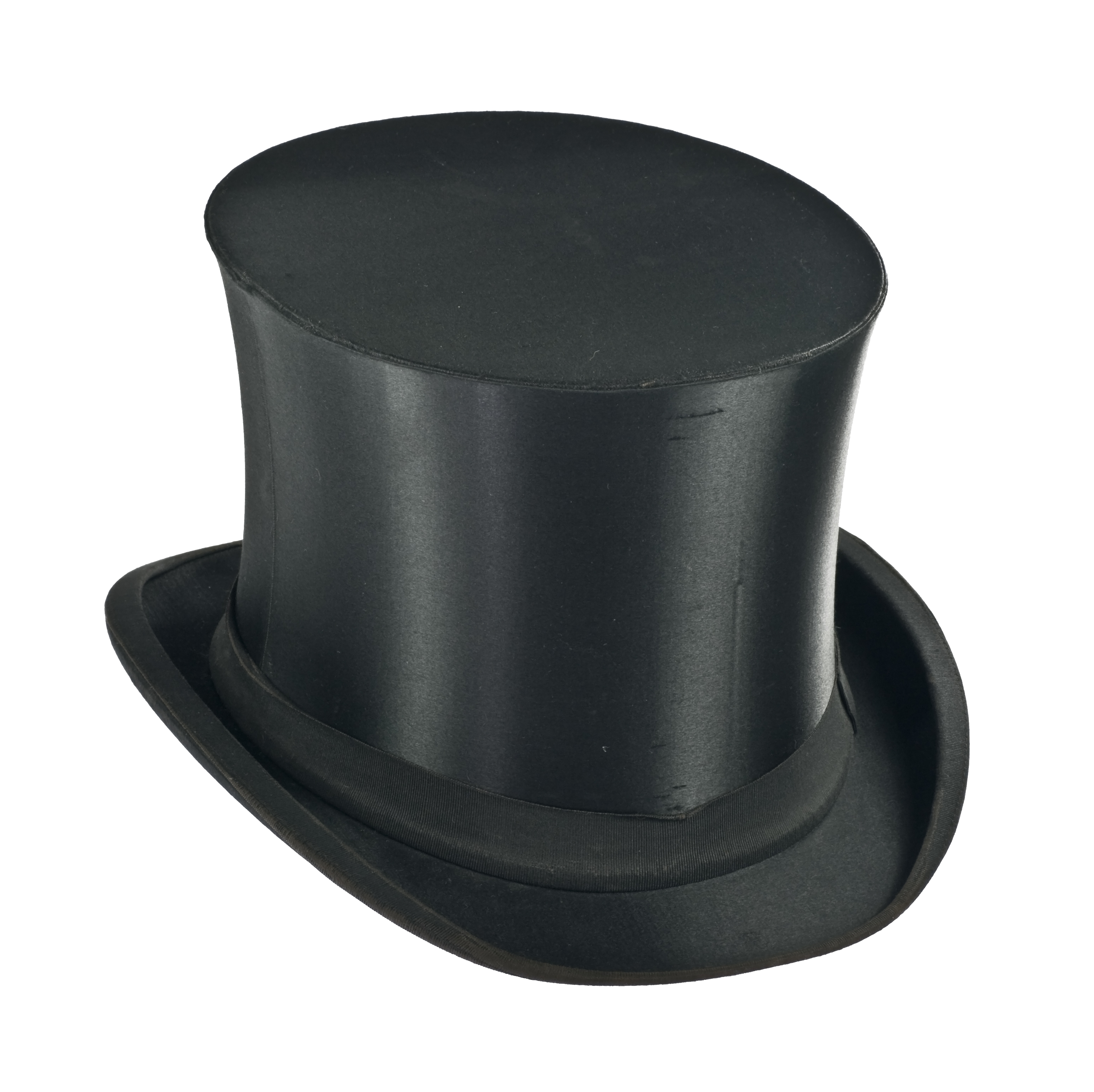
Un barret de copa alta

Aquesta obra està plena de símbols i connotacions. L'acció succeeix sempre en una «ciutat europea de segon ordre» i en un hotel on es troben diversos personatges que es disposen a participar en un festival de la mateixa ciutat.
L'element simbòlic més destacat són els tres barrets de copa, que li donen nom a l'obra: un d'ells és lliurat pel sogre, l'altre és el del món absurd, el del circ, el tercer és amb el que fa malabars i finalment el de la promesa Margarita. El barret de copa és un nexe d'unió entre els moments solemnes de la vida, l'autoritat i el respecte i els moments instranscendents de la vida com el joc, la màgia o el ball. Així, Dionisio es troba atrapat entre aquests dos mons. Els barrets, a més, al final acaben perdent les seves funcions inicials quan Dionisio es veu obligat a assistir al seu casament amb un barret d'ús lúdic i Paula acaba llançant a l'aire el barret del món de la serietat.
Alguns d'altres elements simbòlics són:
- El telèfon és l'única forma de comunicació entre Dionisio i la seva estimada.
- Les dues portes de l'habitació: per una, apareixen el sogre i l'Odioso Señor, ambdós pertanyents al món de la burgesia. L'altra és per la qual entren Paula i els membres del circ i que representen el món de la faràndula i la llibertat.
- La finestra és el símbol de la llibertat de Dionisio.
- Les tres llums del port simbolitzen les tres persones importants en la seva vida: el sogre, Margarita (la seva estimada) i Paula (la noia del circ). El color de llum és el vermell (que denota diferència de les altres dues, el sogre i la seva estimada, ambdós burgesos).

## Anàlisi
Aquesta obra suposa, per la seva originalitat, una ruptura amb el teatre còmic anterior. Arturo Ramoneda afirma que la va crear «sense esforç» i «amb facilitat, amb alegria, amb sentiment». Considerava que havia trobat amb aquesta obra un estil propi i sense influències alienes, i es va mostrar orgullós del seu «virtut melòdica», del seu ritme, d'«aquesta cadència especial que sonava a vers».
Segons Arturo Ramoneda, en aquesta obra, Mihura contraposa, mitjançant una feliç convivència del poètic i sentimental amb l'humorístic i satíric, dos mons enfrontats i irreconciliables: per un costat, el burgès, hipòcrita, rígid i limitat per una moral estricta; i un altre, més lliure i vital, oposat a la rutina i als convencionalismes, on encara és possible la imaginació i la puresa de sentiments. S'aprecien les aportacions de les avantguardes en l'estil sincopat, la presència de l'asburd i les situacions inversemblants que realcen aquest contrast.
Mihura utilitza l'humor per carregar contra els tòpics i els estereotips de la societat burgesa. Per fer-ho utilitza diverses estratègies de comicitat. En primer lloc, la creació de situacions absurdes i còmiques, típiques del cinema mut i el circ, com ara la irrupció de personatges en escena de forma inesperada o la utilització inadequada d'objectes. En segon lloc, l'humor verbal, basat en la transgressió d'allò establert per la lògica o per l'experiència i un llenguatge que tendeix a la irracionalitat i l'absurditat. Finalment, l'autor crea uns personatges d'aspecte grotesc amb una clara intenció còmica, que es pot percebre amb la seva indumentària i accions que realitza.
Però, enfront de la comèdia preceptiva, l'obra no té un final clarament feliç, ja que el protagonista accedeix al matrimoni convencional sense gaire convenciment i es deixa de banda la possibilitat d'assolir una vida alternativa, marcada pel sentiment i l'autenticitat.